# Dichocrocis spirosticha
Dichocrocis spirosticha là một loài bướm đêm trong họ Crambidae.